# Lånke

Lånke est un village et une ancienne commune norvégienne. Lånke comptait 2 747 habitants en 2001 dont plus de la moitié dans le centre de l'ancienne commune : la localité de Hell.

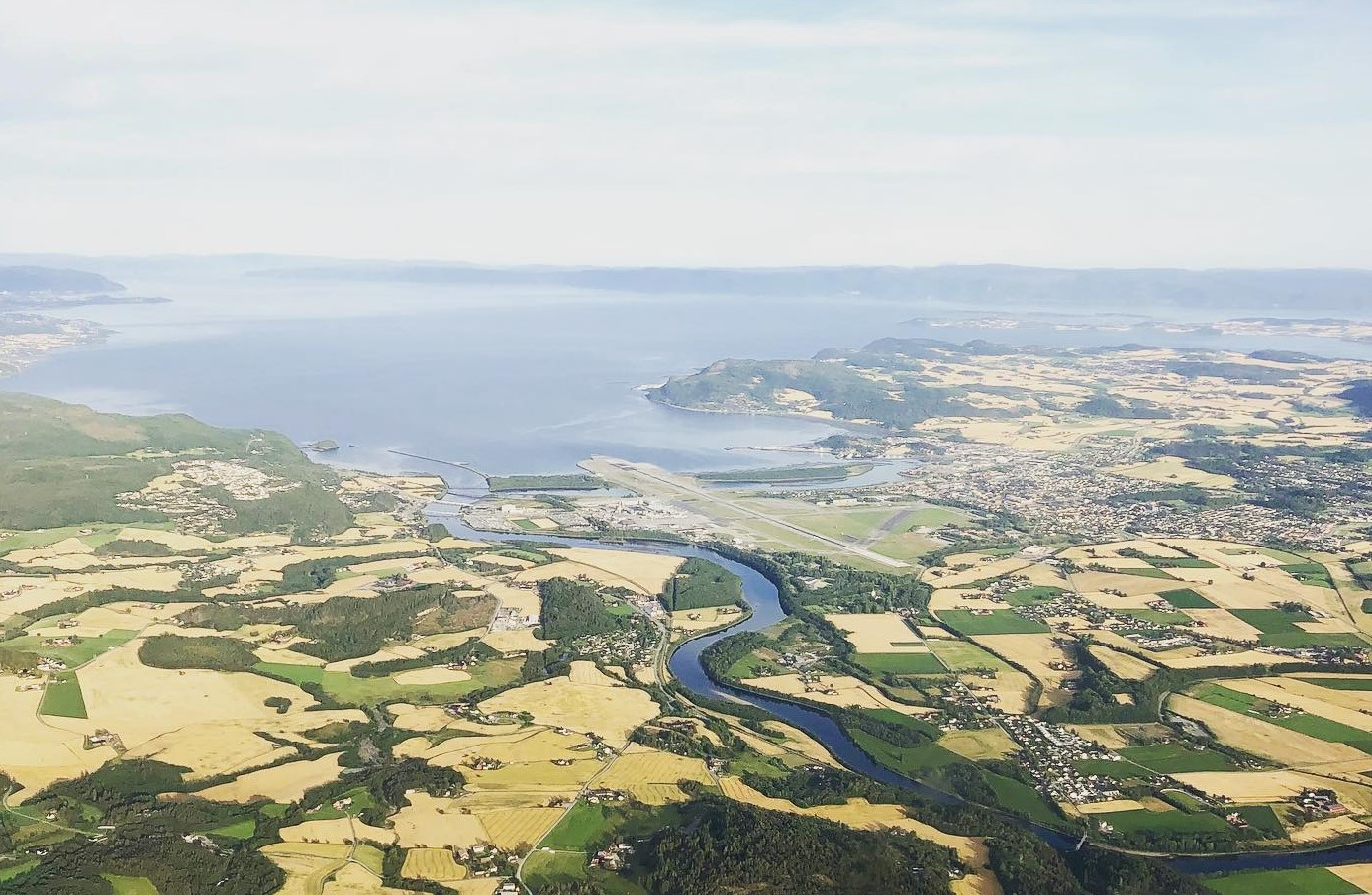
Vue du quartier de Stjørdal avec Lånke à gauche de la photo

Lånke fait désormais partie de la commune de Stjørdal, Comté de Trøndelag.

## Histoire
La commune fut créée en 1902 lorsque le district du Bas-Stjørdal fut divisé en trois communes : Lånke, Skatval et Stjørdal.
Le 1er janvier 1962, les communes de Lånke, Skatval, Stjørdal et Hegra sont fusionnées pour devenir la seule commune de Stjørdal.